# Capri (Croazia)
Capri o Caprie (in croato: Kaprije)  è un'isola della Croazia, situata di fronte alla costa dalmata a ovest di Sebenico; fa parte dell'arcipelago omonimo. Amministrativamente appartiene alla regione di Sebenico e Tenin come frazione del comune di Sebenico. Il suo nome deriva dalle capre che hanno desertificato l'isola per secoli.

## Geografia
Capri è situata tra le isole di Cacan, ad ovest, dalla quale la separa il canale di Cacan (Kakanski kanal), e Smolan, che si trova a est, al di là del canale di Capri (Kaprijski kanal). L'isola, di natura calcarea, ha una forma molto irregolare con molte insenature. Da punta Capri (a nord-ovest) alla punta meridionale Lemes o Lemene (rt Lemeš) ha una lunghezza di circa 6,8 km; ha una superficie di 7,12 km², lo sviluppo costiero è di 25,21 km; l'elevazione massima, di 129,3 m s.l.m., è quella del Col Grande (Vela Glavica).
Sull'isola vi sono due fari: uno a punta Lemes e uno nel porto di Capri (luka Kaprije), a sud-ovest, che è protetto da ogni vento ed è conosciuto anche come valle San Pietro. Altre insenature dell'isola sono: valle Mendossa o Mendoza (uvala Medoš), a nord, tra punta Capri e punta Mendossa, detta anche Ostrizza (rt Oštrica); sul lato orientale valle Saiedinazza (uvala Jedinjača), Luca (Luka) e le valli Mertovaz (uvala Mrtovac) e Gracizza o Gacizza (uvala Gaćice); a sud-est le due valli Nosdra (Nozdra vela e Nozdra mala).

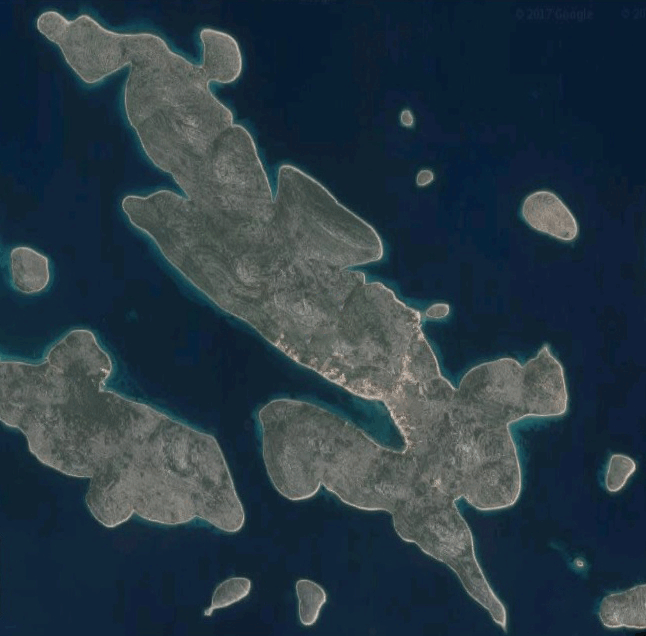
Capri vista dal satellite

### Isole adiacenti
- Percevaz (Prčevac), a nord di capo Ostrizza.
- Isolotti Dupinici[4], scogli Otatociaz[7][12] o Ravina[9], due scogli arrotondati tra punta Ostrizza e punta Mertovaz[7] (rt Mrtovac):
  - Dupinich Grande[17] (Dupinić Veli), ha una superficie di 0,16 km²[1], uno sviluppo costiero di 0,46 km[1] e un'altezza di 12 m[2] 43°42′23″N 15°42′48″E.
  - Dupinich Piccolo[18] (Dupinić Mali), ha una superficie di 0,1 km²[1], uno sviluppo costiero di 0,38 km[1] e un'altezza di 8 m[2] 43°42′40″N 15°42′42″E.
- Bagnevaz (Bavljenac), a nord di punta Mertovaz.
- Scoglio Ostrizza[9][12] (Oštrica), a nord di valle Mertovaz, a soli 50 m dalla costa; ha una superficie di 0,021 km²[1], uno sviluppo costiero di 0,54 km[1] e un'altezza di 9 m[2] 43°41′45″N 15°42′52″E.
- Cragliac[19], Gragliac[4], Cravliach[9] o Cavliach[7][12] (Kraljak), piccolo isolotto a sud-est di valle Nosdra grande; ha una superficie di 0,058 km²[1], uno sviluppo costiero di 0,95 km[1] e un'altezza di 14 m[2] 43°41′01″N 15°44′06″E.
- Scoglio Sorzo[9] (Gumanac), piccolo scoglio rotondo a sud-est di valle Nosdra piccola e a nord-ovest di Sorcio Grande; ha un'area di 2758 m²[20] 43°40′31″N 15°43′50″E.
- Isolotti dei Sorci (Mišjak Veli e Mišjak Mali), a sud-est.
- Rauna Grande (Ravan) e Rauna Piccolo (Ravna Sika), a est.
- Blitvanizza[12][21] (Politrenica), piccolo scoglio 390 m[2] circa a nord-ovest di Rauna Grande; ha una superficie di 2926 m²[20] 43°39′44″N 15°43′57″E.
- Isolotti Camene (Kamešnjak Veli e Kamešnjak Mali), a ovest di punta Lemes.
- Isolotti Borogna (Borovnjak Veli e Borovnjak Mali), a ovest nel canale di Cacan.

### Cartografia
- (HR) Mappa topografica della Croazia 1:25000, su preglednik.arkod.hr. URL consultato il 2 gennaio 2017.
- G. Giani, Carta prospettiva delle Comuni censuarie della Dalmazia, foglio 6, 1839. Fondo Miscellanea cartografica catastale, Archivio di Stato di Trieste.
- Carta di cabottaggio del mare Adriatico, foglio VII, Milano, Istituto geografico militare, 1822-1824. URL consultato il 29 dicembre 2016 (archiviato dall'url originale il 13 aprile 2013).